# 377 Campania
377 Campania là một tiểu hành tinh lớn ở vành đai chính. Nó được Auguste Charlois phát hiện ngày 20.9.1893 ở Nice, và được đặt theo tên vùng Campania của Ý.